# Chevaline
Chevaline is een gemeente in het Franse departement Haute-Savoie (regio Auvergne-Rhône-Alpes) en telt 196 inwoners (1999). De plaats maakt deel uit van het arrondissement Annecy.

## Geografie
De oppervlakte van Chevaline bedraagt 13,5 km², de bevolkingsdichtheid is 14,5 inwoners per km².
De onderstaande kaart toont de ligging van Chevaline met de belangrijkste infrastructuur en aangrenzende gemeenten.

## Demografie
Onderstaande figuur toont het verloop van het inwonertal (bron: INSEE-tellingen).